# 呴犁湖単于
呴犁湖 単于（こうりこ ぜんう、拼音：Xūlíhú Chányú、? - 紀元前102年）は、中国前漢時代の匈奴の単于。伊稚斜単于の子、烏維単于の弟。単于号は無く、呴犁湖というのは名で、姓は攣鞮氏。

## 生涯
伊稚斜単于の子として生まれる。
元封6年（前105年）、児単于が即位すると呴犁湖は右賢王となる。
太初3年（前102年）、児単于が病死すると、その子は幼かったため、呴犁湖が単于に選ばれる。呴犁湖単于が即位すると、漢は光禄勲の徐自為に五原塞から数百里、遠い場合では千里余りの地点に、城壁や物見櫓を築かせ、臚朐まで及んだ。そして、游撃将軍の韓説・長平侯衛伉をその近くに駐屯させ、強弩都尉の路博徳に命じて居延の沼地のほとりに砦を築かせた。秋、匈奴は大挙して定襄郡と雲中郡に侵入し、数千人の住民を殺害したり連れ去ったりし、2千石の高官数人を撃ち破った。さらに、徐自為が築いた砦や物見櫓を破壊した。また、右賢王に命じて酒泉郡と張掖郡に侵入させ、数千人の住民を連れ去ろうとしたが、漢の任文の援軍によって連れ去ろうとした住民を取り戻された。呴犁湖単于は漢の弐師将軍李広利が大宛遠征から帰る途上を遮断しようとしたが間に合わなかった。その冬、呴犁湖単于は病死した。呴犁湖の後は弟の左大都尉の且鞮侯が立った。

## 参考資料
- 『史記』（匈奴列伝）
- 『漢書』（匈奴伝）